# Kudanahalli, Sakleshpur
Kudanahalli là một làng thuộc tehsil Sakleshpur, huyện Hassan, bang Karnataka, Ấn Độ.